# Stazio Seboso
Stazio Seboso (fl. I secolo) è stato un geografo romano i cui scritti sono perduti, tranne che per alcuni estratti nella Naturalis historia di Plinio il Vecchio.
Visse tra l'inizio del I secolo a.C. e l'epoca di Plinio, che lo cita come garante della distanza da Meroe alla costa mediterranea, inoltre della distanza delle isole Esperidi e delle Fortunate (isole Canarie) e infine di un mostro del Gange. Da ciò si evince che Stazio Seboso si era occupava nella sua ricerca geografica di zone alla periferia del mondo conosciuto. Non si conosce il contenuto esatto della sua opera, che Plinio potrebbe non aver utilizzato direttamente, ma attraverso estratti da un autore precedente come Varrone. Anche Solino in Collectanea rerum memorabilium lo cita, attribuendogli la descrizione di vermi cerulei nel fiume Gange. 